# Serie A2 1987-1988 (pallacanestro maschile)
Sedici società prendono parte alla seconda serie del basket italiano, affrontandosi in un girone all'italiana con partite di andata e ritorno. Le prime due sono promosse direttamente in Serie A1, mentre le squadre classificatesi tra il terzo e il decimo posto vengono ammesse ai play-out insieme alle squadre classificatesi tra l'undicesimo e il quattordicesimo posto in A1. Le ultime due retrocedono direttamente in Serie B d'Eccellenza.

## Classifica
|  |     | Classifica finale 1987-1988   | Pt | G  | V  | P  | PtF  | PtS  |
|  | --- | ----------------------------- | -- | -- | -- | -- | ---- | ---- |
|  | 1.  | Yoga Bologna                  | 50 | 30 | 25 | 5  | 2740 | 2456 |
|  | 2.  | Cantine Riunite Reggio Emilia | 50 | 30 | 25 | 5  | 2719 | 2442 |
|  | 3.  | Alno Fabriano                 | 38 | 30 | 19 | 11 | 2994 | 2852 |
|  | 4.  | Sharp Montecatini             | 36 | 30 | 18 | 12 | 2858 | 2756 |
|  | 5.  | Jollycolombani Forlì          | 36 | 30 | 18 | 12 | 2499 | 2498 |
|  | 6.  | Standa Reggio Calabria        | 34 | 30 | 17 | 13 | 2558 | 2499 |
|  | 7.  | Annabella Pavia               | 30 | 30 | 15 | 15 | 2461 | 2447 |
|  | 8.  | Fantoni Udine                 | 28 | 30 | 14 | 16 | 2640 | 2622 |
|  | 9.  | Maltinti Pistoia              | 26 | 30 | 13 | 17 | 2497 | 2587 |
|  | 10. | Facar Pescara                 | 24 | 30 | 12 | 18 | 2514 | 2650 |
|  | 11. | Biklim Rimini                 | 24 | 30 | 12 | 18 | 2538 | 2620 |
|  | 12. | Sabelli Porto San Giorgio     | 22 | 30 | 11 | 19 | 2403 | 2528 |
|  | 13. | Segafredo Gorizia             | 22 | 30 | 11 | 19 | 2591 | 2682 |
|  | 14. | Spondilatte Cremona           | 22 | 30 | 11 | 19 | 2475 | 2619 |
|  | 15. | Dentigomma Rieti              | 20 | 30 | 10 | 20 | 2628 | 2762 |
|  | 16. | Cuki Mestre                   | 18 | 30 | 9  | 21 | 2468 | 2563 |

### Risultati
Tabellone gare Lega Basket Serie A2 1987-88

## Play-off
Accedono ai play-off scudetto le prime 2 classificate della stagione regolare: Yoga Bologna e Cantine Riunite Reggio Emilia.

## Play-out
Le squadre classificate tra il 3º ed il 10º posto si giocano la promozione in A1 in 2 gironi all'italiana insieme a 4 squadre di A1.

### Girone Verde
Risultati

### Girone Giallo
Risultati